# ارانله
ارانله یا یارانله، روستایی از توابع بخش مرکزی شهرستان سنقر در استان کرمانشاه ایران است.
این روستا از 4 طایفه باوندپور،حشمتیان ، کرمی و پروینی تشکیل شده‌است.
آرانله روستایی سرسبز و طبیعتی بکر با مردمانی مهمان نواز و خونگرم می‌باشد.
گردو و انگور این روستا زبانزد می‌باشد.

## جمعیت
این روستا در دهستان باوله قرار دارد و براساس سرشماری مرکز آمار ایران در سال ۱۳۸۵، جمعیت آن ۲۵۹ نفر (۵۶خانوار) بوده‌است.